# Sakakibara Taizan
Sakakibara Taizan (japanisch 榊原 苔山; geboren 1892 in Kyōto; gestorben 18. September 1963 ebenda) war ein japanischer Maler der Nihonga-Richtung.

## Leben und Werk
Sakakibara Taizan studierte Malerei an der „Hochschule für Kunst und Kunstgewerbe Kyōto“ (京都市立美術工芸学校, Kyōto shiritsu bijutsu kōgei gakkō) und bildete sich dann an der „Kyōto shiritsu kaiga semmon gakkō“ (京都市立絵画専門学校) weiter. Er absolvierte einen Aufbaukurs an seiner Alma Mater, wobei Takeuchi Seihō sein Lehrer war. Er wurde Mitglied in der Vereinigung der Schüler Takeuchis, der „Takezue-kai“ (竹杖会).
1909 konnte Sakakibara zum ersten Mal Bilder auf einer Ausstellung zeigen: es war die 3. „Bunten“ 1909. Es folgten Bilder, auch auf der sich anschließenden „Teiten“. Ab 1930 wurden seine eingereichten Bilder zur Annahme empfohlen. 1931 war er auf der  „Ausstellung japanische Malerei“ in Berlin zu sehen.
Der Maler Sakakibara Shihō (1887–1971) war sein älterer Bruder.

## Bilder
Im Nationalmuseum für moderne Kunst Kyōto:
- 残雪 – „Restschnee“ (1934)

Im Nationalmuseum für moderne Kunst Tokio:
- 雁来紅 „Gänse unter dem Herbstlaub“ (1942)